# Alchemilla cashmeriana
Alchemilla cashmeriana är en rosväxtart som beskrevs av Werner Hugo Paul Rothmaler. Alchemilla cashmeriana ingår i släktet daggkåpor, och familjen rosväxter. Inga underarter finns listade i Catalogue of Life.